# Орман, Ольга
Ольга Орман (нидерл. Olga Orman, 9 ноября 1943, Ноорд, Нидерланды — 7 марта 2021, Амстердам) — нидерландско-арубская писательница, поэтесса и сказительница. Она писала как на папьяменто, так и на нидерландском языке. Орман ввела камисибай, японскую форму повествования, в Нидерландах и на островах ABC.

## Биография
Орман родилась 9 ноября 1943 года в Норде, Аруба. В возрасте 14 лет она уехала в Нидерланды. Она получила педагогическую степень в Эттен-Лёре и пять лет работала учительницей начальной школы на Кюрасао. Орман вернулась в Нидерланды в 1970-х годах и начала преподавать в амстердамском Бейлмермеере, мультикультурном многоэтажном районе города.
В 1994 году Орман дебютировала как писательница детских книг в E biaha largo pa djeipei/De lange reis van hier tot om de hoek. Она получила известность благодаря двум книгам с картинками о пауке Ананси. Ольга Орман начала писать стихи для себя в 1980-х годах, но наиболее известна благодаря сборнику стихов 2014 года Cas di biento/Doorwaaiwoning.
Будучи учительницей, Орман узнала о разочаровании детей, пытающихся выразить себя на незнакомом языке. Она вспомнила, что устная традиция всё ещё жива на Арубе, поэтому начала знакомить класс с камисибай, японской формой повествования с миниатюрным театром.
В Нидерландах Kinderboekenweek, неделя, посвящённая детской книге, проводится с 1955 года. Орман хотела представить эту концепцию островам ABC, и в 2001 году она была одним из основателей Simia Literario, культурной организации, занимающейся продвижением литературы островов ABC. В 2004 году Орман была посвящена в рыцари Ордена Оранских-Нассау.
Орман умерла 7 марта 2021 года в Амстердаме в возрасте 77 лет.